# Nazisme i música
La relació del nazisme i la música a l'Alemanya des dels anys 1930 va ser caracteritzada per una gran ambiguïtat i molt de maniqueisme. D'un costat el nazisme veu la música quan és «bona» com l'expressió per excel·lència de l'ànima germànica i els músics i artistes «purs», reconeguts pels mèrits per al Reich són fitxats a la Llista dels graciats per déu (Gottbegnadeten-Liste) i obtenen certs privilegis. Amb l'ascensió al poder d'Adolf Hitler el 1933 comença una política de defensa de l'anomenada völkische Kultur: cultura «autèntica», d'artistes de «raça alemanya», sense influència «decadent» com per exemple del jazz i altres cultures «inferiors». Al mateix moment s'inicià una persecució ferotge contra els artistes «degenerats», decadents, jueus, d'avantguarda o d'ideologia progressista.
A l'autumn del 1933 es va crear la Reichsmusikkammer (Cambra de música del Reich) a la qual Joseph Goebbels va nomenar Richard Strauss (1864-1949) com a president. Aquesta cambra tenia 15.000 membres, dels quals uns tres cents cinquanta compositors. Strauss era primer un veritable músic, un xic panxacontent i oportunista, però per la seva fama internacional millor per a la propaganda, que compositors més fanàticament völkisch, com l'altre candidat Hans Pfitzner (1869-1949) fidel al règim, però compositor de segona fila. El 1935 la Gestapo va interceptar una carta de Straus al llibretista jueu Stefan Zweig (1881-1942) a la qual escrivia que va acceptar la presidència «per fer bé» a la música» i que s'abstenia de «fer política». Hitler trobava aquesta carta «escandalosa» i es va estimular Strauss a demetre per «raons de salut». Va ser reemplaçat pel compositor obertament nazi Peter Raabe (1872-1945) que immediatament va excloure més de tres mil músics de la Cambra i prohibir d'exercir la seva art en públic. El 1940 l'«Institut del NSDAP de Recerca de la Qüestió Jueva» va publicar el Lexikon der Juden in der Musik, o Lèxic dels jueus en la música, una llista negra d'artistes per marginar i d'obres prohibides, una obra de gran èxit que fins al 1943 va conèixer cinc edicions cada vegada eixamplades, i que havia segons els autors d'ajudar els operadors culturals i els funcionaris a «netejar quan més aviat millor la nostra cultura de les restes [de cultura jueua] mantingudes per descuit».